# Lonchodes verrucifer
Lonchodes verrucifer är en insektsart som beskrevs av James Wood-Mason 1876. Lonchodes verrucifer ingår i släktet Lonchodes och familjen Phasmatidae. Inga underarter finns listade i Catalogue of Life.